# Stado Tarbes Pyrénées rugby
Cet article traite de l'équipe masculine de rugby à XV. Pour l'équipe féminine, voir l'article Stado Tarbes Pyrénées rugby (féminines).
Maillots
Actualités
Le Stado Tarbes Pyrénées rugby est un club français de rugby à XV basé à Tarbes. Le club a été couronné champion de France à deux reprises (en 1920 et 1973) et a remporté la coupe de l'Espérance en 1919. Pour la saison 2025-2026, il évolue en Nationale.
Fondé sous le nom Stadoceste tarbais, il fusionne en 2000 avec le CA Lannemezan sous le nom Lannemezan Tarbes Hautes-Pyrénées. En 2002, le club devient Tarbes Pyrénées rugby, puis voit en 2003 le CA Lannemezan reprendre son autonomie.

## Histoire

### Des débuts prometteurs (1902-1918)

#### Création du Stadoceste tarbais 1902

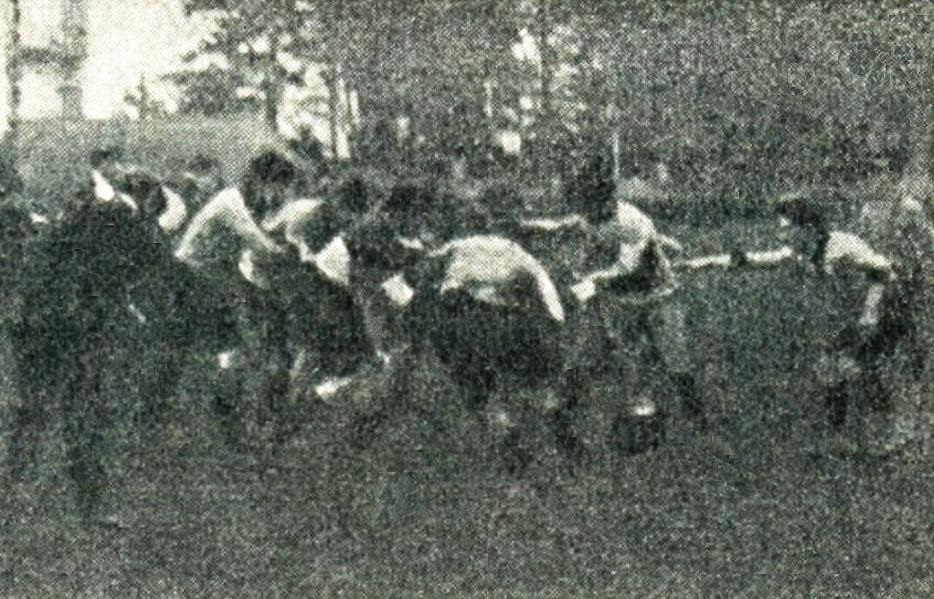
1904 (janvier), l'U.S.E.V.T. (maillots blancs) l'emporte à Tarbes, face au Stadoceste (maillots blanc et noir).

Le Stadoceste tarbais a été fondé en janvier 1902 à la suite de la fusion de deux clubs de la ville, le « Stade tarbais » (fondé le 4 octobre 1901), où on pratiquait le rugby, et le « Ceste », où on s’adonnait à la boxe et l'escrime. Le premier nom du club fut d'ailleurs le « Stade Ceste » et c'est à la suite d'une erreur de prononciation d'un soldat du régiment des hussards stationné à Tarbes que l'étrange et singulière appellation « Stadoceste » apparut.
Son vivier fut pendant très longtemps l'Arsenal, la manufacture d’armes. Ce club fut longtemps dirigé par des bourgeois aisés et notamment par Jules Soulé qui alla jusqu'à y dilapider sa fortune. Celui-ci, Toulousain de naissance s'en vint à Tarbes en 1907 à la suite de la fusion qui donnera naissance au Stade toulousain. Il restera président jusqu'à sa mort, en 1945, à l'âge de 65 ans. Le terrain de Sarrouilles est alors officiellement baptisé Stade Jules-Soulé.

#### Double demi-finaliste du championnat 1910 et 1911

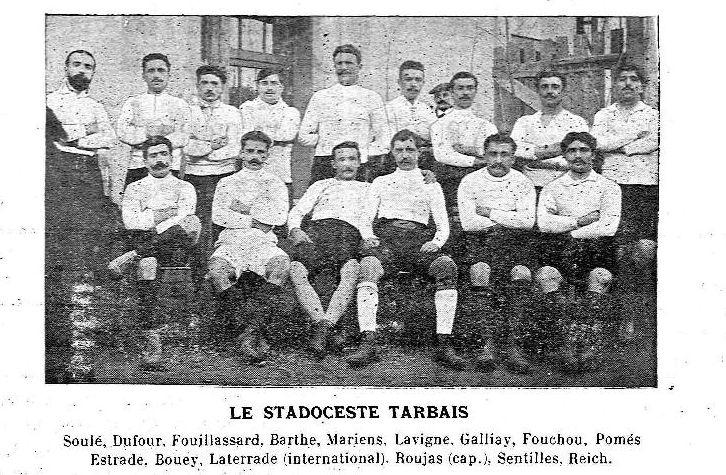
Le Stadoceste tarbais en 1910

C'est lors de la saison 1909-1910 que les Tarbais jouent leur première demi-finale de Championnat. Ils sont éliminés 16-3 contre le Stade bordelais.
En 1911, ils atteignent de nouveau les demi-finales après avoir éliminé Poitiers en quart, mais ils perdent cette fois-ci contre le SCUF à Tarbes 9-5.
Devancé par le Stade toulousain pour le titre régional en 1912, Tarbes ne peut pas participer aux phases finales du Championnat. Le comité d'Armagnac-Bigorre est ensuite créé en 1912 ce qui permet d'éviter d'affronter en championnat régional le Stade toulousain. Tarbes échoue toutefois à se qualifier la saison suivante.

#### Vice-champion de France 1914

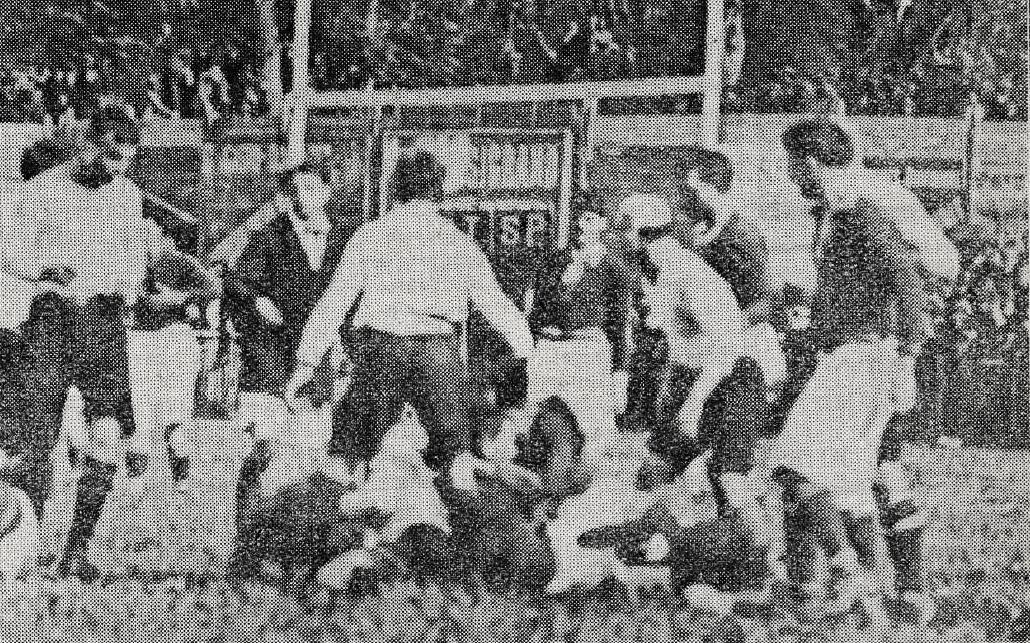
Une des phases de jeu de la finale.

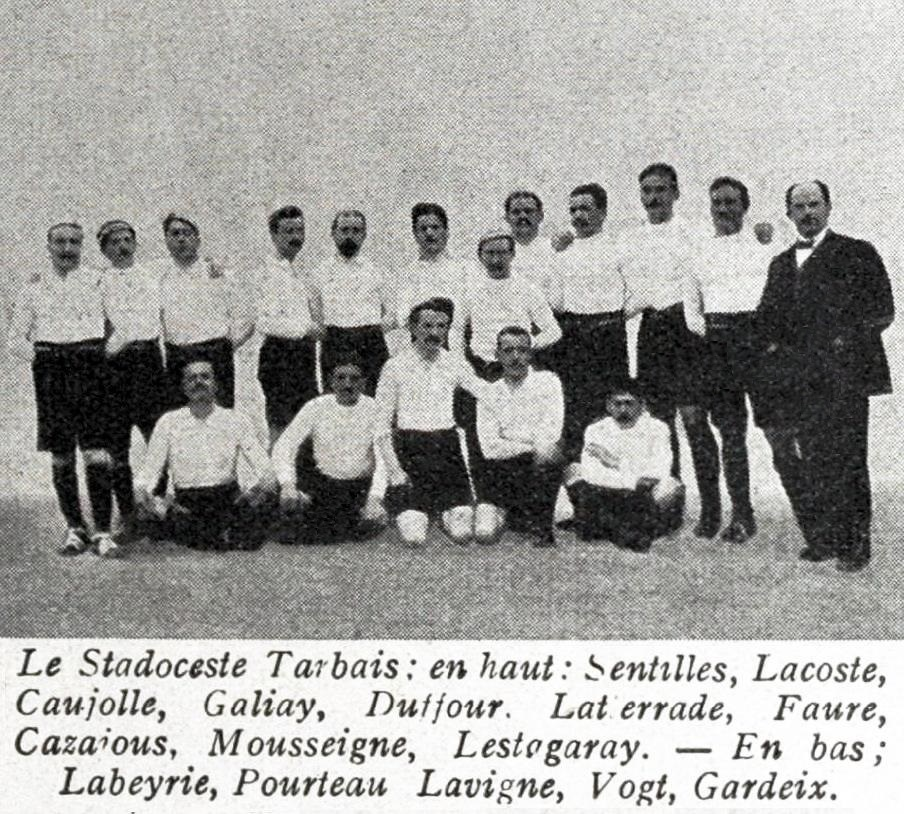
Le Stadoceste tarbais en janvier 1914 (futur vice-champion de France).

En 1914, ils remportent le championnat régional juste devant le FC Auch puis sont ensuite finalistes du championnat de France contre l'AS Perpignan après avoir triomphé de sa poule de Top 8 devant le Stade bordelais, le Racing club de France et le FC Grenoble.

### Les premiers titres: les deux glorieuses (1919-1920)

#### Vainqueur de la coupe de l'Espérance 1919

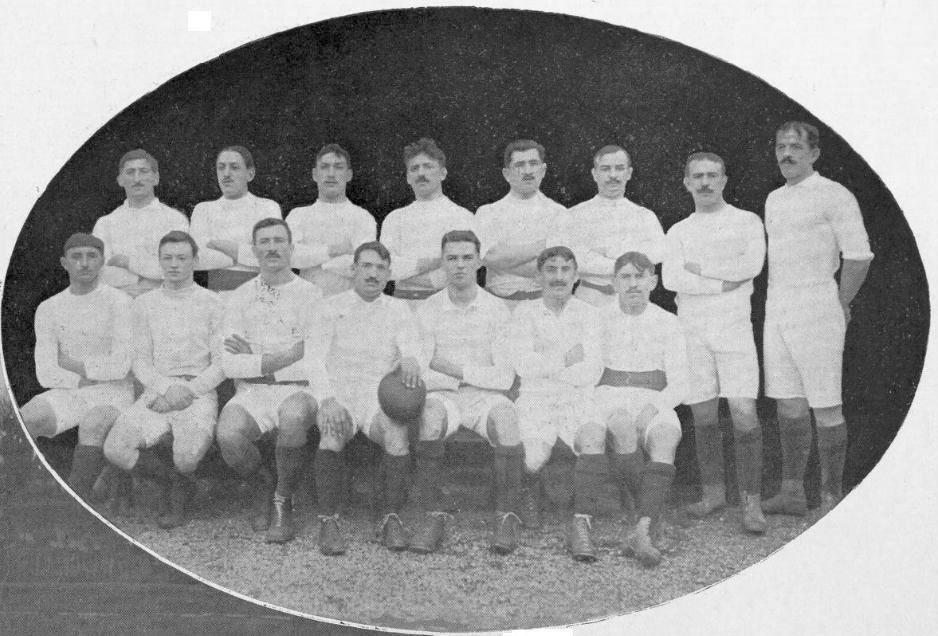
Le Stadoceste tarbais vainqueur de la coupe de l'Espérance, le 4 avril 1919.

Puis en 1919, ils remportent la dernière édition de la coupe de l'Espérance après avoir battu l'AS Sathonay 6-0 en quart, Béziers 25-5 en demi puis Bayonne (4-3) en finale
 au Stade Sainte-Germaine au Bouscat, une compétition opposant des jeunes en l'absence des seniors, partis à la guerre.

#### Champion de France 1920

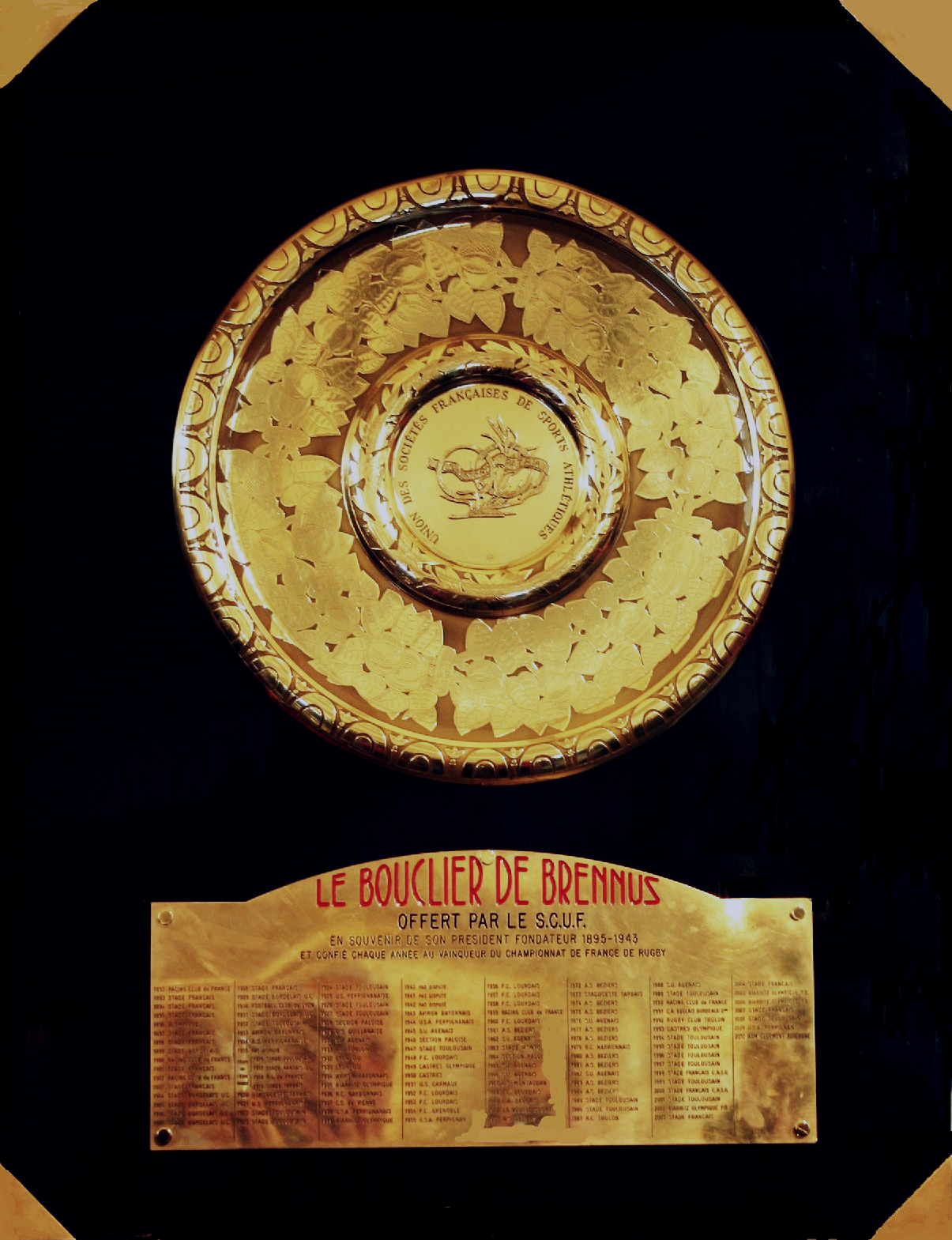
Le Stado champion de France 1920 soulève le Bouclier de Brennus.

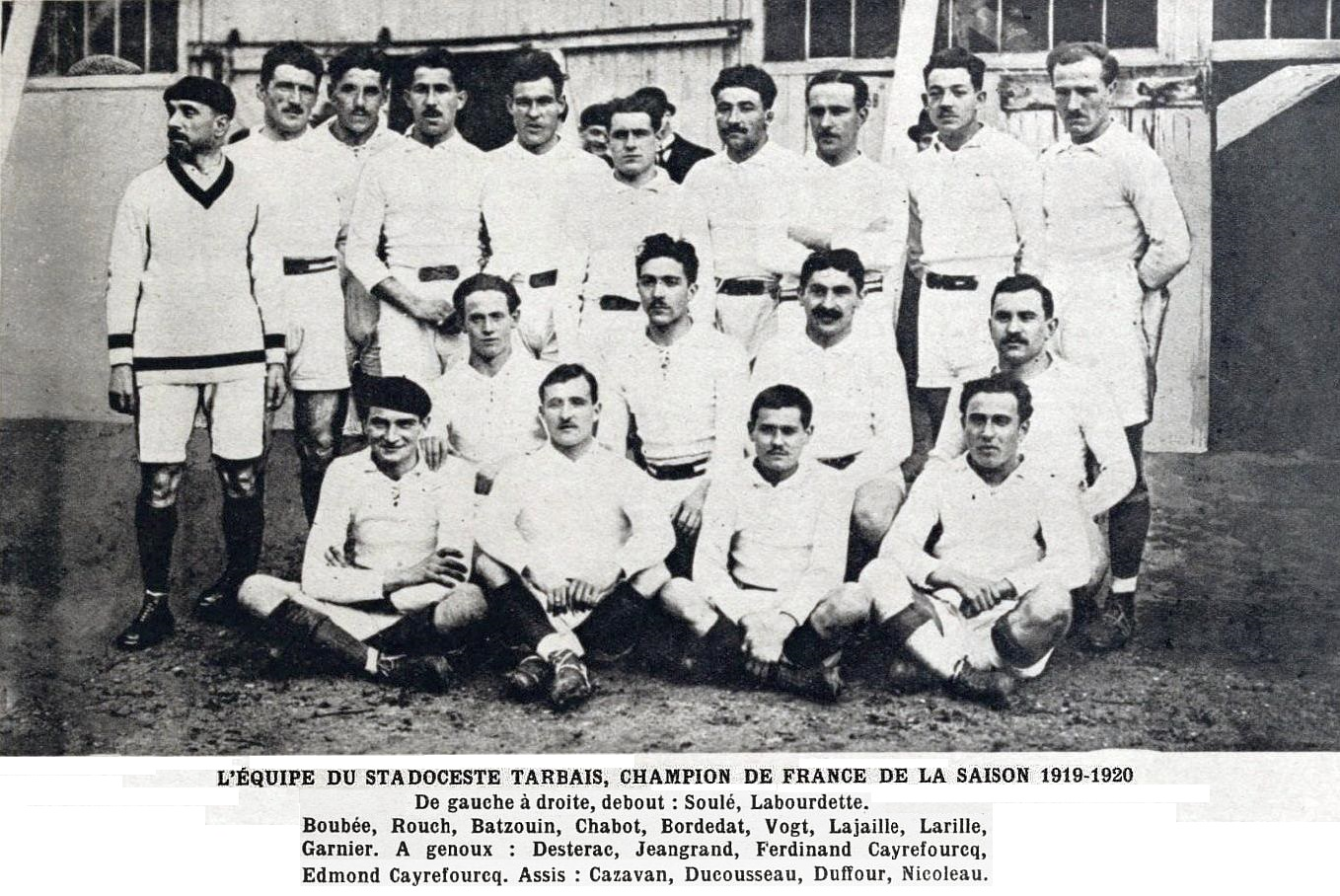
Le Stadoceste tarbais champion de France le 25 avril 1920, contre le Racing club de France au stade Sainte-Germaine du Bouscat.

En 1920, ils remportent leur premier championnat de France face au Racing club de France (8-3) après avoir vaincu Bergerac (23-5) et le TOEC (16-10). Ils battront ensuite Bordeaux et l'US Perpignan en poules demi-finales.
Équipe championne :

Titulaires : André Casnabet, Edmond Cayrefourcq, Ferdinand Cayrefourcq, Edmond Nicoleau, Maurice-Henri Jeangrand, Noël Ricarte, Marcel Clément, Jean Larrieu, Paul Gallay, Jean Boubée, Aimé Cassayet, Alphonse Rouch, Jean Nicolaï, Louis Hernandez, Xavier Prat

### Deux décennies sans titre (1921-1950)

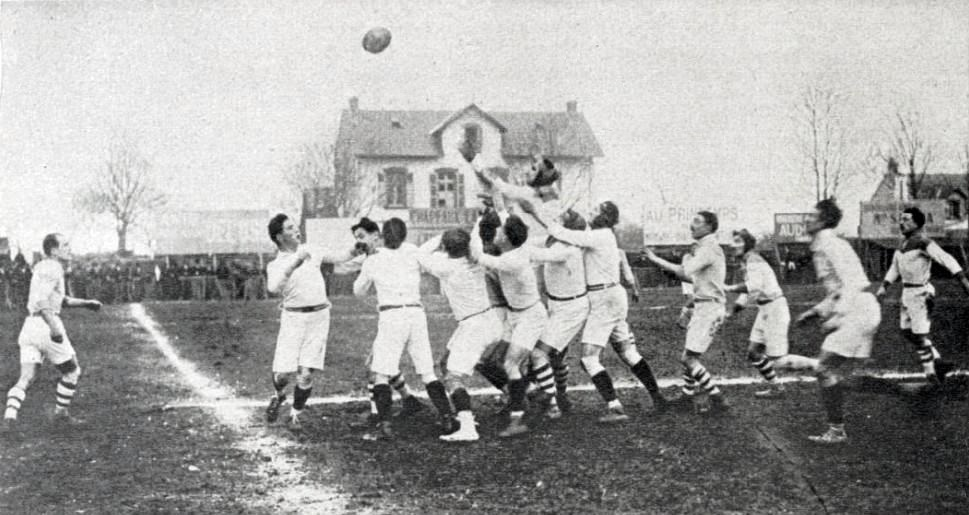
Le Stadoceste tarbais, champion d'Armagnac-Bigorre le 26 décembre 1921 à domicile face à Lourdes (3-0).

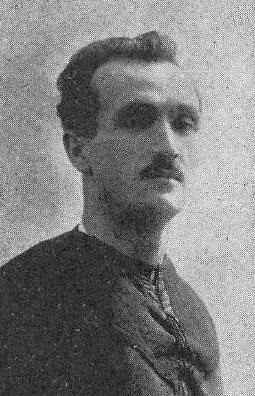
Adolphe Jauréguy, un des leaders du Stadoceste tarbais.

L'année suivante, après avoir remporté le Championnat de leur comité, ils arrivent jusqu'aux poules des demi-finales. Cependant, ils échouent contre le Stade toulousain (9-3) et gagnent contre l'Aviron bayonnais (6-3).
Lors du championnat 1921-1922, ils s'arrêtent au niveau des poules de 3 après avoir terminé premiers de la poule J à égalité avec l'AS Béziers. Ce sont cependant ces derniers qui accéderont au tour suivant qui réunit les 10 meilleurs clubs français, dans un championnat qui n'a de cesse de changer de format.

#### Demi-finaliste du championnat 1924
En 1923 et en 1925, ils obtiennent le même résultat. En 1924, après avoir éliminé Carcassonne et le Racing CF en poule de 3, ils sont éliminés en demi-finale par l'US Perpignan (10-0).

#### Demi-finaliste du championnat 1926
En 1926, après avoir battu Carcassonne et obtenu le match nul à Grenoble en poule de 3, ils arrivent en demi-finales et perdent 6-0 contre l'US Perpignan après un premier match nul 0-0.
Lors de la saison 1926-1927, ils se qualifie pour la deuxième phase réservée aux seize meilleures formations française et disputé en quatre poules de quatre.
En 1928 et en 1929, ils s'arrêtent au niveau des poules de cinq, le premier tour de la compétition.
En 1930, ils perdent 18-0 face à Agen, futur champion de France, en quart de finale après avoir gagné sa poule de 3 devant le RC Narbonne et le Stade toulousain.
En 1931, ils ne participent pas au Championnat, ayant avec l’US Narbonne rejoint l'UFRA (Union française de rugby amateur), qui regroupait douze des clubs les plus prestigieux du championnat de France pour créer leur propre championnat. Ils ne participent finalement même pas à la première édition, remporté par le Stade toulousain. La seconde et dernière édition de la compétition, rebaptisée "Tournoi des Quatorze", fut de nouveau remportée par le club de la ville rose.
Pour leur retour en championnat, en 1933, les Tarbais ne sortent pas des poules de neuf où toutefois, seul le premier se qualifiait. L'année suivante, ils n'atteignent pas les demi-finales.

#### Demi-finaliste du championnat 1935
En 1935, ils échouent en demi-finale contre Biarritz, 10-3. En 1936, 1937, 1938 et en 1939, les Tarbais n'arrivent pas en quarts de finale mais les juniors Reichel du club remportent leur premier titre de champion de France en 1939.

#### Rétablissement de la compétition après la seconde guerre mondiale
La compétition est interrompue par la Seconde Guerre mondiale. Après son rétablissement par la FFR en 1942, le Stado fait partie de la première division portée à 95 clubs.
Pour la reprise du Championnat en 1943, le Stado atteint les huitièmes de finale, battu par Bourg en Bresse.
La saison suivante, il se qualifie pour la seconde phase du Championnat mais termine alors avant-dernier de son groupe.
Tarbes échoue ensuite à se qualifier 2 années de suite.
Tarbes retrouve le chemin de la qualification en Championnat en 1947.
Il est alors éliminé en huitième de finale par le Castres olympique.

#### Champion de France Excellence 1948
Non qualifié en Championnat 1948, Tarbes est reversé en Excellence.
Il devient champion de France excellence après une victoire sur Narbonne en finale et remonte en première division.

### Succès au plus haut niveau (1950-1975)

#### Finaliste du championnat de France et de la coupe de France 1951
En 1951, le club est en finale de deux compétitions. Les deux finales sont celle du championnat de France, perdue 14-12 contre Carmaux, et celle de la coupe de France, où ils échouent 6 à 3 contre leurs voisins de Lourdes.
Le climat de cette dernière finale est si détestable que les Anglais demandent l’interdiction de cette compétition qui sera finalement remplacé par le challenge Yves du Manoir.
Le club continue par ailleurs de briller dans les catégories de jeunes, champion de France Crabos en 1951 puis dans les deux catégories juniors Reichel et Crabos en 1952.

#### La rentrée dans le rang
En 1952, le Stado manque la qualification pour les huitièmes de finale au profit du Paris UC et du SU Agen.
L'année suivante, il est battu en huitième de finale par l'AS Roanne tandis qu'il termine dernier des quatre équipes engagées en Challenge avec 1 seule victoire pour 7 défaites.
Le déclin s'accélère au point de voir Tarbes perdre en seizième de finale en 1954 et en 1956, 1957, 1958 et 1959 puis même échouer à se qualifier en 1955.
Puis, le Stado accède à son premier huitième de finale depuis 7 ans en 1960 avant de perdre en seizième de finale en 1961 et 1962 puis en huitième de finale en 1963.
Durant cette période, les Tarbais ne brillent pas plus en challenge Yves du Manoir où ils terminent encore dernier de sa poule en 1954 et 1959 et n'obtient qu'une seule qualification en 11 participations en 1962.
Cette année-là, alors seul club invaincu en matchs de poules, il est alors éliminé dès les quarts de finale par une équipe du Racing très offensive (les Franciliens marquent 3 essais).

#### Demi-finaliste du championnat de France 1964
Le renouveau arrive en 1964, Tarbes arrive en demi-finale et est battu par l'AS Béziers, 3-0 après avoir battu Agen, premier club français à l'issue des matchs de poules et qui faisait figure d'épouvantail en quart.
Avant dernier de sa poule, le club n'est par contre pas qualifié en Challenge.

#### Vainqueur du challenge Antoine Béguère 1965
En 1965, ils gagnent le challenge Antoine Béguère en battant Pau 6 à 3 en finale.
En Championnat, Tarbes atteint les quarts de finale, battu par Mont de Marsan, tandis qu’en Challenge, il échoue à se qualifier, 4e seulement de sa poule derrière Mont de Marsan, Pau et Lourdes.

#### Demi-finaliste du championnat de France 1968
En 1966, Tarbes atteint ensuite les quarts de finale du Championnat, battu par Dax et du Challenge, éliminé par Narbonne, club déjà rencontré en poules et après un match nul 11-11.
En 1967, il est éliminé seizièmes de finale du Championnat et échoue à se qualifier en Challenge, 5e de sa poule de 7.
La saison 1968 voit les Tarbais atteindre à nouveau les demi-finales du Championnat. Ils perdirent face au FC Lourdes, 15-6.
En Challenge, le Stado ne se qualifie pas, 7e seulement de sa poule de 8 tandis qu'il est de nouveau finaliste du challenge Antoine Béguère. Ils échouent ce coup-ci contre le Stade toulousain 24 à 14,.
La même année, les juniors crabos sont champion de France pour la troisième fois de leur histoire.

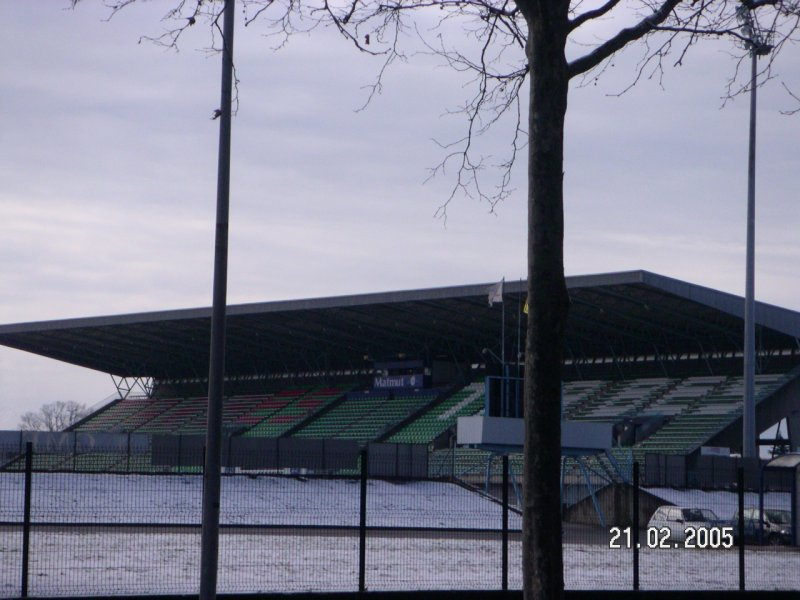
Le stade Maurice-Trélut, nouvelle enceinte du Stado à partir de 1969.

L'année suivante, en 1969, ils perdent en huitième de finale du Championnat 8-9 face au Stade rochelais et en quart de finale du Challenge 22-8 contre le FC Grenoble.
La même année, Tarbes atteint la finale du Challenge Béguère, battu 6-5 par le Stade toulousain,.
Le 4 janvier 1969 est inauguré le stade Maurice-Trélut à Tarbes, signalant la fin de la glorieuse histoire du stade Jules-Soulé et de ses tribunes en bois.
En 1970, ils sont éliminés en seizième de finale du Championnat par le RC Vichy et en quart de finale du Challenge contre le RC Narbonne.
La même année, les juniors crabos sont champion de France pour la quatrième fois de leur histoire.
En 1971, le Stado termine en tête de sa poule en Championnat mais est éliminé dès les seizièmes de finale par le Stade montois tandis qu'en Challenge, Tarbes ne se qualifie pas, troisième de sa poule derrière RC Narbonne et Montferrand.
Le Stadoceste perd contre le RC Narbonne en 1972, en huitième de finale du Championnat  et contre Béziers en quart de finale du Challenge.
En fin de saison, le futur arrière international René Bergès-Cau quitte le club pour le FC Lourdes.

#### Champion de France 1973

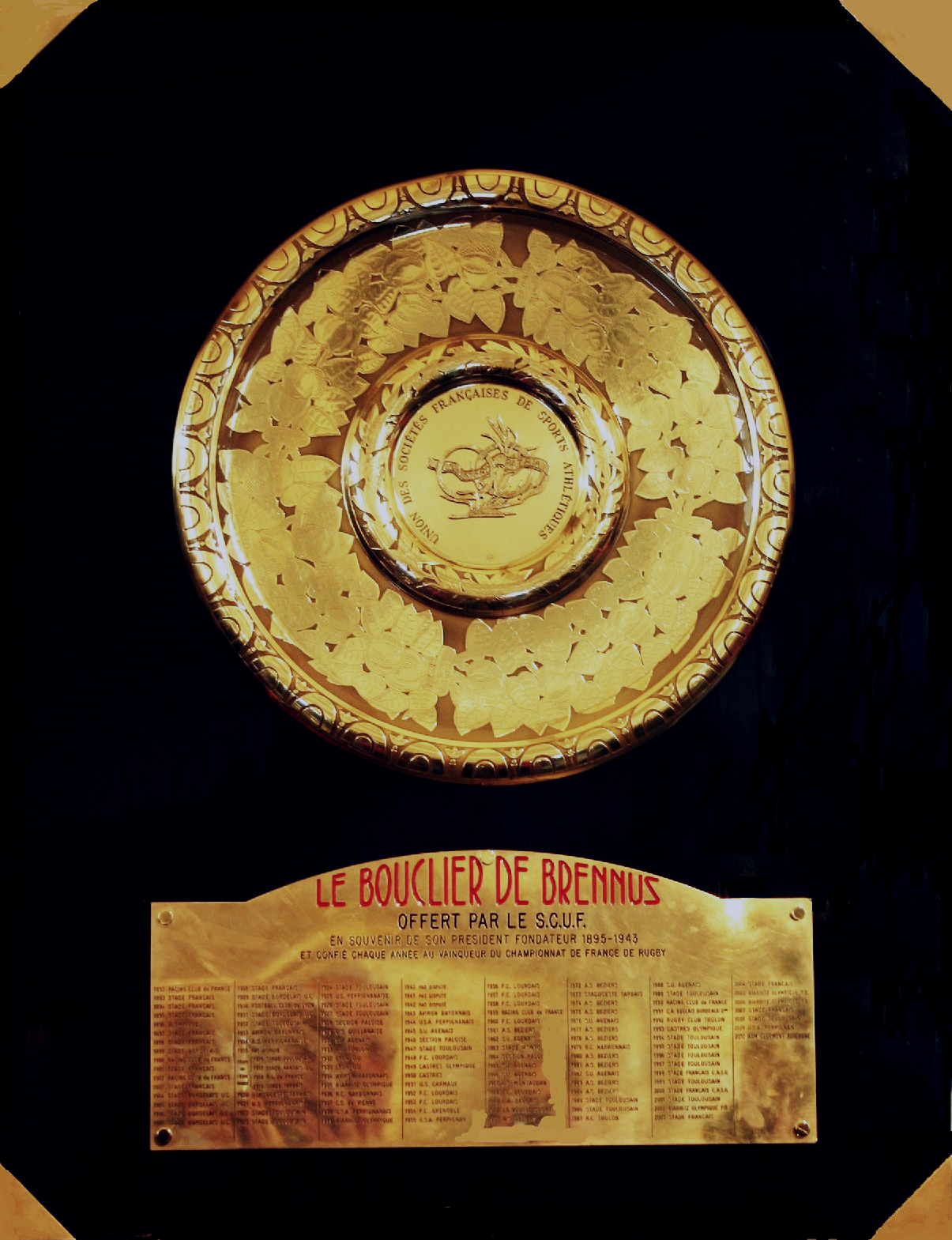
Le Stado, champion de France 1973 soulève son 2e Bouclier de Brennus.

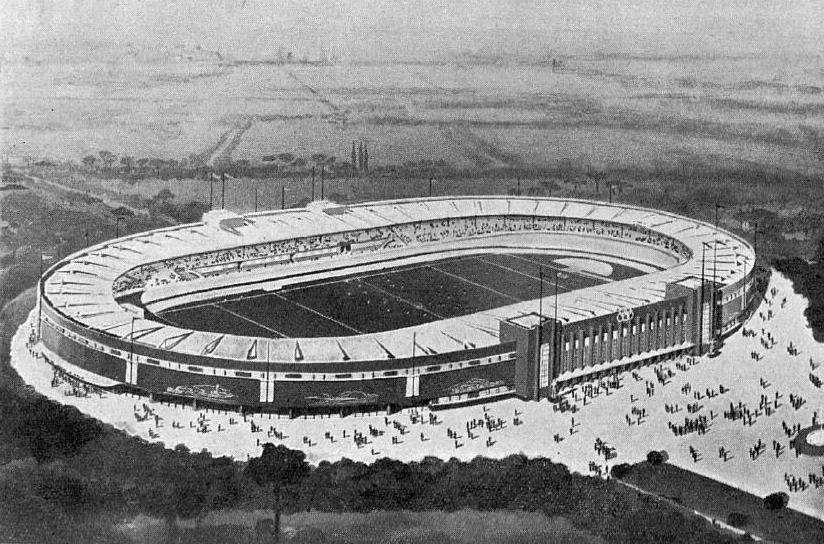
Le Stadium accueille sa dernière finale du championnat de France. Tarbes s'impose en finale contre l'US Dax 18-12.

En 1973, ils conquièrent un nouveau Brennus.
Qualifié lors de la dernière journée après une victoire sur le terrain du Racing CF, Tarbes termine néanmoins en tête de sa poule puis retrouve les Parisiens en seizième qu'il bat 7-3. Tarbes élimine ensuite Narbonne 12-11 en huitième, La Voulte 15-3 en quart puis les Catalans de Perpignan 6-0 en demi-finale à Lyon. Ils n'avaient plus accédé aux demi-finales depuis 5 ans.
Tarbes est ensuite sacré champion de France en s'imposant en finale
contre Dax (18-12).
En Challenge, Tarbes atteint encore les quarts de finale où il est éliminé par Narbonne.
Équipe championne :

Titulaires : Lucien Abadie, Antoine Marin, Gilbert Verdier, Francis Sénac, Francis Biescas, Claude Cabar, Patrick Leblanc, Christian Paul, Alain Save, Daniel Marty, Jean Sillières, Fernand Marin, Joël Pécune, Jean-Louis Montagne, Georges Michel
Entre leurs deux finales de championnat (1973 et 1988), les Tarbais n'accèdent plus aux demi-finales.
En 1974, Tarbes après avoir notamment triomphé sur le terrain du Stade toulousain 30-10 termine 2e de sa poule en Championnat. Il échoue ensuite en quart de finale contre le RC Narbonne 16-9.
En Challenge, Tarbes termine 2e de sa poule mais seul le premier est qualifié pour les quarts de finale.
En 1975, ils accèdent encore aux quarts de finale du Championnat qu'ils perdent contre l'AS Béziers 19-3 après avoir terminé en tête de leur poule.

### Dernières saisons dans l’élite (1976-1995)
Ce fut ensuite une période creuse pour le club qui en 1976, manquera la qualification en Championnat pour la première fois depuis 1955 et se vit éliminer en huitième de finale du Challenge par Graulhet 30-17, club du groupe B.

#### Vainqueur du challenge Antoine Béguère 1978
En 1977, le Stado perd en seizième de finale du Championnat contre son voisin, Bagnères et échoue à se qualifier en Challenge.
En 1978, ils gagnent le challenge Antoine Béguère, vainqueur du RC Toulon 25-0 en finale, tandis qu'en Championnat, il atteint les seizièmes de finale où il est éliminé par Brive 6-0.
Enfin en Challenge, il termine dernier de sa poule et n'est donc pas qualifié pour les huitièmes de finale.
L'année suivante, le Stado, renforcé par le deuxième ligne Alain Maleig, nouvel international prendra sa revanche sur les Brivistes, battu à leur tour en seizième de finale du Championnat 25-18.
Mais l'Aviron bayonnais arrêtera les espoirs tarbais en huitième de finale 29-10.
En 1981, Tarbes atteint les quarts de finale du Championnat, il est défait par le FC Lourdes 9-7 après avoir éliminé Graulhet en seizième et l'Aviron bayonnais en huitième de finale.
En 1982, le Stado termine deuxième de sa poule derrière le FC Grenoble.
Qualifié directement pour les huitièmes de finale aller-retour du Championnat, il élimine l'US Carcassonne avant de se voir éliminer par l'Aviron bayonnais en quart de finale.
En 1983, le Stado termine à nouveau deuxième de sa poule derrière le FC Grenoble et est éliminé en huitièmes de finale aller-retour par Perpignan.
En Challenge, le club atteint les demi-finales où il est éliminé par le RC Toulon 25-16.
La même année, Philippe Dintrans remporte le Tournoi des Cinq Nations avec l'équipe de France.
En 1984, il termine deuxième de sa poule derrière l'AS Béziers et se qualifie directement pour les huitièmes de finale du Championnat. Il élimine alors le CA Bègles et atteint encore les quarts de finale.
Il retrouve Béziers en quart de finale et est éliminé.
La même année, Tarbes est battu en finale du Challenge Béguère par le Stade toulousain.
Le grand espoir au poste de demi de mêlée Aubin Hueber barré par Michel Hondagné décide de partir pour Bagnères.
En 1985, le talonneur international Philippe Dintrans, victime d'un mauvais placage et d'une hernie discale lors d'un match contre Nice manquera toute la saison 1984-85 et le Stado sera battu par le promu Bourgoin dès les seizièmes de finale du Championnat.
L'année suivante en 1986, Tarbes connaît une saison difficile en Championnat et est relégué en groupe A2.
Le Stado est plus heureux en Challenge puisqu'après avoir terminé en tête de sa poule, il se qualifie pour les huitièmes de finale où il fut battu par Lourdes ainsi qu'en coupe de France où Tarbes est éliminé par Grenoble 24-4 en huitième de finale.
Tarbes sera toutefois absent de l'élite pour la première fois depuis 1949.
En 1987, Tarbes dispute donc le Championnat de groupe A2.
Troisième de son groupe, il rejoint les clubs de l'élite pour disputer le Bouclier de Brennus.
Il est alors éliminé par le SU Agen en huitième de finale aller-retour.
En Challenge, Tarbes atteint les quarts de finale où il est éliminé par le RC Toulon.

#### Finaliste du championnat de France 1988
Le Championnat 1988 est disputé par 80 clubs groupés initialement en seize poules de cinq. Tarbes termine dans les deux premiers de sa poules et remonte alors dans l'élite (groupe A) disputé en quatre poules de huit. Placé dans la poule la plus difficile, il termine 4e derrière le champion Toulon, le futur champion Agen et le tenant du Challenge du Manoir Grenoble mais réussit ensuite une phase finale où il enchaîne les exploits.
Il élimine d'abord Dax en huitièmes de finale aller-retour, Brive en quart de finale puis Toulon en demi-finale.
Il échoue cependant en finale contre Agen (9-3) dans une finale fermée où aucune des deux équipes n'a voulu prendre le moindre risque. Il s'agit de la dernière édition où les Tarbais se qualifient pour les demi-finales.
Cette année-là, Michel Hondagné est sélectionné en équipe de France et dispute un test match le 25 juin 1988 contre l'équipe d'Argentine  tandis que l'ouvreur Jean-Paul Trille est appelé aussi sans pour autant rentrer en jeu, entre autres lors de la rencontre du Tournoi 1988 face au pays de Galles.
Il participera ensuite lui aussi à la tournée en Argentine mais ne disputera pas de test.

#### Dernières saisons glorieuses
L'année suivante en 1989, Tarbes termine premier de sa poule et deuxième club au niveau national derrière Grenoble mais est éliminé par le SU Agen en quart de finale du Championnat et par le RC Narbonne en demi-finale du Challenge après avoir fait match nul 9-9.
En 1990, ils ne sortent pas de la poule 4, défait lors de la dernière journée à domicile face au CA Brive sur le score de 9 à 11 sur un essai de Loïc Van der Linden en fin de match.
Les Corréziens soufflent ainsi de justesse la qualification aux Tarbais.
L'année suivante, ils terminent en tête de leur poule avant d'être éliminés par le CA Bègles Bordeaux, en quart de finale sur le score de 8 à 19 malgré un essai de Philippe Dintrans qui dispute là le dernier match de sa carrière.
En fin de saison, l'ouvreur Francis Lagleyse part pour le RC Toulon.
En 1992, ils disputent les quarts face au RC Toulon. Alors qu'ils mènent par 27 à 15 à 10 minutes de la fin, ils se voient rejoindre au score et les prolongations se terminent sur le score de 30 à 30, mais les Varois l'emportent au nombre d'essais marqués, 2 essais à 1.
Le demi de mêlée Franck Hueber part alors pour le FC Grenoble 
En 1993, Tarbes atteint le top 16 mais échoue à se qualifier pour les quarts de finale.

#### Vainqueur du challenge Antoine Béguère 1994
Leur dernier titre sous le nom de "Stadoceste tarbais" remonte à 1994 et un challenge Antoine Béguère remporté contre le voisin du FC Lourdes, 12 à 9. Cette année alors que le demi de mêlée Michel Hondagné-Monge a mis un terme à sa carrière de joueur, Tarbes échoue à se qualifier en Top 16.
La saison suivante marqua la fin de l'histoire du Stadoceste tarbais en 1re division réduite alors de 32 à 20 clubs. Le club perd alors ses meilleurs éléments comme le jeune talonneur et futur international Olivier Azam et le centre Luc Lafforgue.
L'année suivante, le Stado, cinquième de sa poule échoue à un point des barrages et doit rester en groupe A2.
Les saisons suivantes seront plus difficiles pour un club qui continue de perdre ses meilleurs éléments comme le jeune arrière Julien Laharrague à Béziers ou le troisième ligne Sylvain Tanir à Narbonne.
Mais, à la fin des années 1990, le passage au professionnalisme du rugby français pose un sérieux problème aux clubs de Bigorre et en particulier au Stadoceste qui après 3 saisons en groupe A2 entre 1996 et 1998 (actuelle Pro D2)
descend en Nationale 1 (actuelle Fédérale 1).
L'arrière Gilles Danglade quitte alors le club pour l'US Dax.

### Fusion avec le CA Lannemezan (2000-2003)
Sous l’impulsion du conseil général des Hautes-Pyrénées qui, afin de ne pas disperser ses ressources, souhaite voir s’implanter un seul grand club en Bigorre, le projet de créer un club départemental regroupant les forces de deux clubs ou plus voit le jour. Le projet s’accélère lorsque le CA Lannemezan accède à la Pro D2 en 2000 alors que ses finances ne lui permettent pas de tenter l’aventure professionnelle. La Ligue nationale de rugby bloquerait en effet à coup sûr la montée. La fusion avec le Stadoceste, Tarbes étant distante de 35 km, est mise sur la table. Les Tarbais sont enthousiastes, les Lannemezanais beaucoup moins, au point que le conseil d’administration du club rejette à 73 % le projet en mai 2000. Le FC Lourdes et le Stade bagnérais, contactés également, refusent l’association, craignant de voir leur identité se dissoudre définitivement dans une entité risquant d’être dominée par le club de la préfecture, à Tarbes.
Mais le conseil général des Hautes-Pyrénées fait pression pour provoquer le regroupement qui lui éviterait de disperser son soutien. Il trouve un partisan de la fusion dans le président du CAL, Jacques Tarrène, chef d’entreprise, principal sponsor de fonds du club, persuadé que Lannemezan, 6 000 habitants, ne pourrait jamais viser plus haut sans elle. Malgré une grande tension au sein du club, le CA Lannemezan est maintenu en Pro D2, à condition qu’il fusionne avec le Stado.

#### Création du Lannemezan Tarbes Hautes-Pyrénées (LT65) 2000
Le 3 août 2000 est signé, à Tarbes, le protocole de fusion entre les deux clubs.
Une SEMOS (société d’économie mixte à objet sportif) est créée, sous le nom de LT65 (Lannemezan Tarbes Hautes-Pyrénées). Le CAL, le Stado, ainsi que le conseil général et les villes de Tarbes et de Lannemezan entrent dans le capital, tout comme plusieurs entreprises privées. Le président Jacques Tarrène dit avoir suivi l’exemple des basketteurs de l’Élan Béarnais Pau-Orthez qui avaient quitté la petite ville d’Orthez pour Pau où il a trouvé les moyens de ses ambitions.
Le problème du maillot est vite réglé, les deux équipes jouant en rouge et blanc. Les matches ont lieu alternativement à Tarbes et à Lannemezan, mais des problèmes de structures mettent rapidement fin à cette alternance pour privilégier le stade Trélut de Tarbes.

#### Nouvelle appellation: Tarbes Pyrénées rugby 2002
Malgré de belles affluences (environ 4 000 spectateurs de moyenne), le CAL se sent marginalisé ainsi que le montre la dénomination du club à partir de 2002, TPR (Tarbes Pyrénées rugby). C’est pourquoi en 2003, les Lannemezanais quittent le TPR et recréent l’équipe première du CA Lannemezan qui repart en Fédérale 3.

### Le CA Lannemezan quitte le Tarbes Pyrénées rugby 2003
Après la création du TPR, le club réalise un recrutement intéressant avec notamment le demi-de-mêlée international Aubin Hueber et l'ouvreur Warren Burton, meilleur réalisateur du championnat de France deux fois consécutivement.
Tarbes termine ainsi quatrième du championnat 2001-2002 avant de jouer la finale lors de la saison 2002-2003.
Finaliste du championnat de France de Pro D2 2003
Cette année-là, les Tarbais arrivent en finale après avoir gagné contre Brive en demi-finale, 13-22. Ils perdent finalement contre Montpellier en finale d'accession pour le Top 16, sur le score de 25-21 (AP) malgré la botte du néo-zélandais Warren Burton.
Le XV de départ du TPR : 
 

1. Mohamed Gouasmia  2. Jean-Philippe Bonrepaux 3. Edgard Branco 

4. Emmanuel Lunardi 5. Paul Guffroy 

6. Laurent Hairabetian 8. Romain Bergès 7. Jérôme Troader 

9. Aubin Hueber 10. Warren Burton 

11. Yannick Martin 12. Ludovic Courtade 13. Cédric Lacraberie 14. Patrick Bosque 

15. Benoît Caussade 

Le club se remet difficilement de cet échec, terminant ensuite 9e en 2004 et 7e en 2005.
La saison 2005-2006 devait être l'année de la montée pour le TPR qui avec un budget élevé et un recrutement très important (Petre Mitu, Sébastien Laloo, Matt Priscott en figures de proue) voulait joueur les premiers rôles. Hélas, l'équipe déçoit à nouveau en terminant à la 6e place à deux points du 5e Béziers. En outre, à la fin de la saison, la DNACG prononce la rétrogradation financière du club en fédérale 1. Le déficit est comblé et le tpr est repêché mais cette fin de saison a marqué le déclin du club pendant quelque temps.

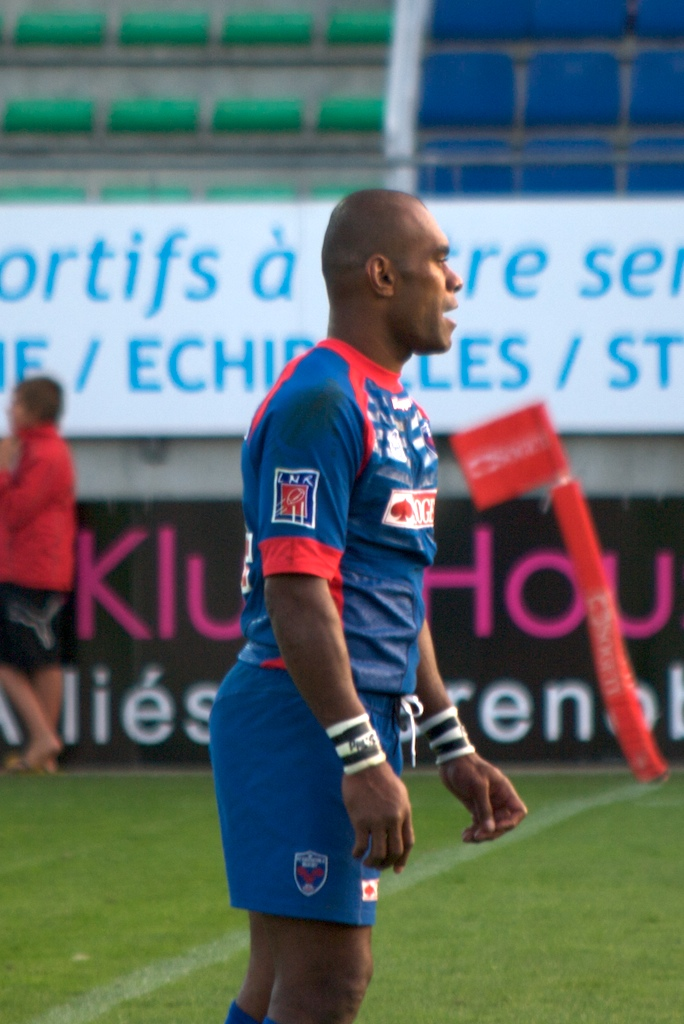
L'international fidjien Jone Daunivucu joue au club la saison 2006-2007.

Les saisons 2006-2007 et 2007-2008 sont des années de transition pour le TPR qui peine à retrouver son ambition n'assurant son maintien que lors des ultimes journées. La situation financière du club est également surveillée de très près et le TPR fait figure de mauvais élève dans ce domaine.
En 2008, ils remportent le Trophée de Bigorre, compétition opposant le TPR à Auch, Colomiers et Lannemezan.
La saison 2008-2009 donne de l'espoir aux supporters puisque le TPR se classe 7e du championnat.
Lors des saisons 2010-2011 et 2011-2012, les tarbais terminent à la 12e place malgré un effectif de qualité avec des joueurs comme Vereniki Goneva ou Malakai Bakaniceva venus renforcer les rangs tarbais. C'est à partir de cette époque que les finances du club ont été stabilisées.
La saison 2012-2013 est marquée par l'arrivée d'un nouveau duo d'entraîneurs, Pierre-Henry Broncan, ancien entraîneur de Colomiers, et Nicolas Nadau, nouvel entraîneur des avant du TPR, qui entraînait jusqu'alors Carcassonne. Ils ont remplacé Philippe Bérot, entraîneur au club depuis 2008, et Razvan Mavrodin, qui entraînait le club depuis 2009 après y avoir joué. De nombreuses recrues arrivent principalement de Fédérale 1. Cette année-là, les tarbais arrivent à la 6e place du championnat. Ils terminent à deux points d'Aurillac, premier qualifié.
L'ailier Tongien Vungakoto Lilo finit co-meilleur marqueur du championnat avec 15 essais. C'est l'année du renouveau pour le TPR après plusieurs saisons décevantes.

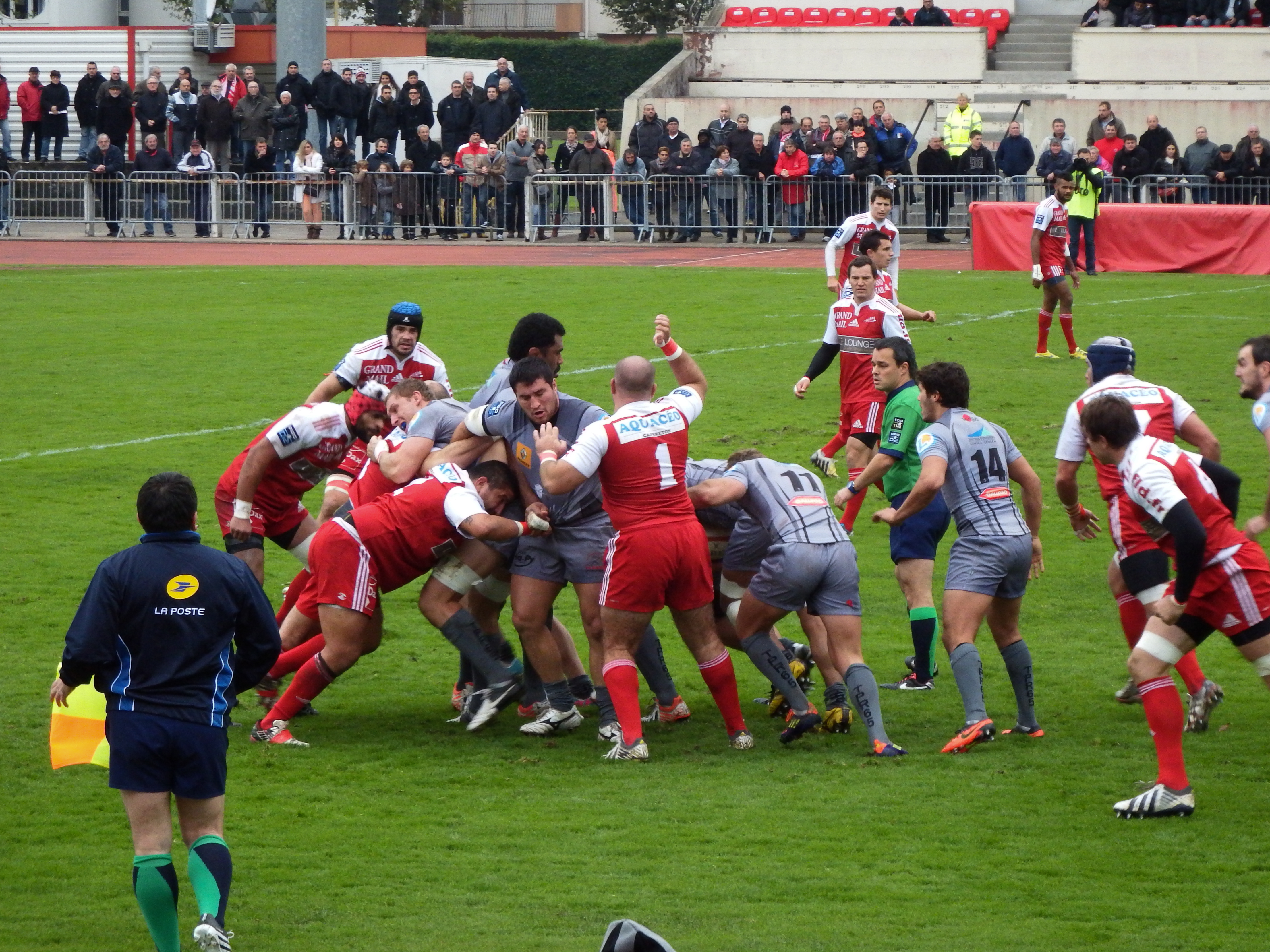
Le TPR évolue en Pro D2 depuis la création du championnat, ici chez l'US Dax en 2013-2014.

La saison 2013-2014 est une nouvelle réussite pour le TPR ce qui montre la volonté du club d'intégrer le haut du tableau durablement. Cette année-là, le TPR termine à la 6e du championnat avec 80 points ne cédant qu'une seule fois à domicile contre le voisin palois et en battant les grands clubs que sont Lyon, La Rochelle et Agen. Finalement, il termine à 6 points du 5e Narbonne. Durant cette saison, le TPR a pratiqué un rugby très alléchant en témoigne ses 56 essais inscrits ce qui en fait la 5e attaque du championnat glanant au passage cinq bonus offensifs. L'inter saison est marquée par le départ de Pierre-Henry Broncan pour Bordeaux Bègles et l'arrivée de l'entraîneur de Tyrosse Frédéric Garcia.
Le club a enchaîné six victoires consécutives, record du club depuis 2000.
Pour la saison 2014-2015, un recrutement prestigieux est effectué avec les arrivées des internationaux Nicolas Vergallo, Jérôme Schuster entre autres. Le club veut franchir un nouveau palier dans ce championnat et accrocher une place en demi-finale. Mais la tâche s'annonce difficile avec les relégués Perpignan (USAP) et Biarrtiz (BO) sans oublier les promus Montauban et Massy.
Le 23 octobre 2015, on apprend que le club connaît de graves difficultés financières dues à des malversations d'un vice président avec qui le club est toujours en procédure. Le déficit est de 1,6 million d'euros (pour un budget de 4,5 millions). Le 24 novembre, la Ligue nationale de rugby annonce les très lourdes sanctions prises par le Conseil supérieur de la DNACG (Direction nationale d'aide et de contrôle de gestion) à l'encontre du club. Le TPR se voit retirer 15 points pour la saison en cours (5 pour « forte dégradation de la situation financière » et 10 pour « présentation de documents falsifiés »). De plus, il fera l'objet d'une rétrogradation administrative en fin de saison :
- s'il parvient à se qualifier sportivement en dépit des 15 points retirés, il descendra en Fédérale 1 ;
- s'il est relégué sportivement, il descendra en Fédérale 2[47].

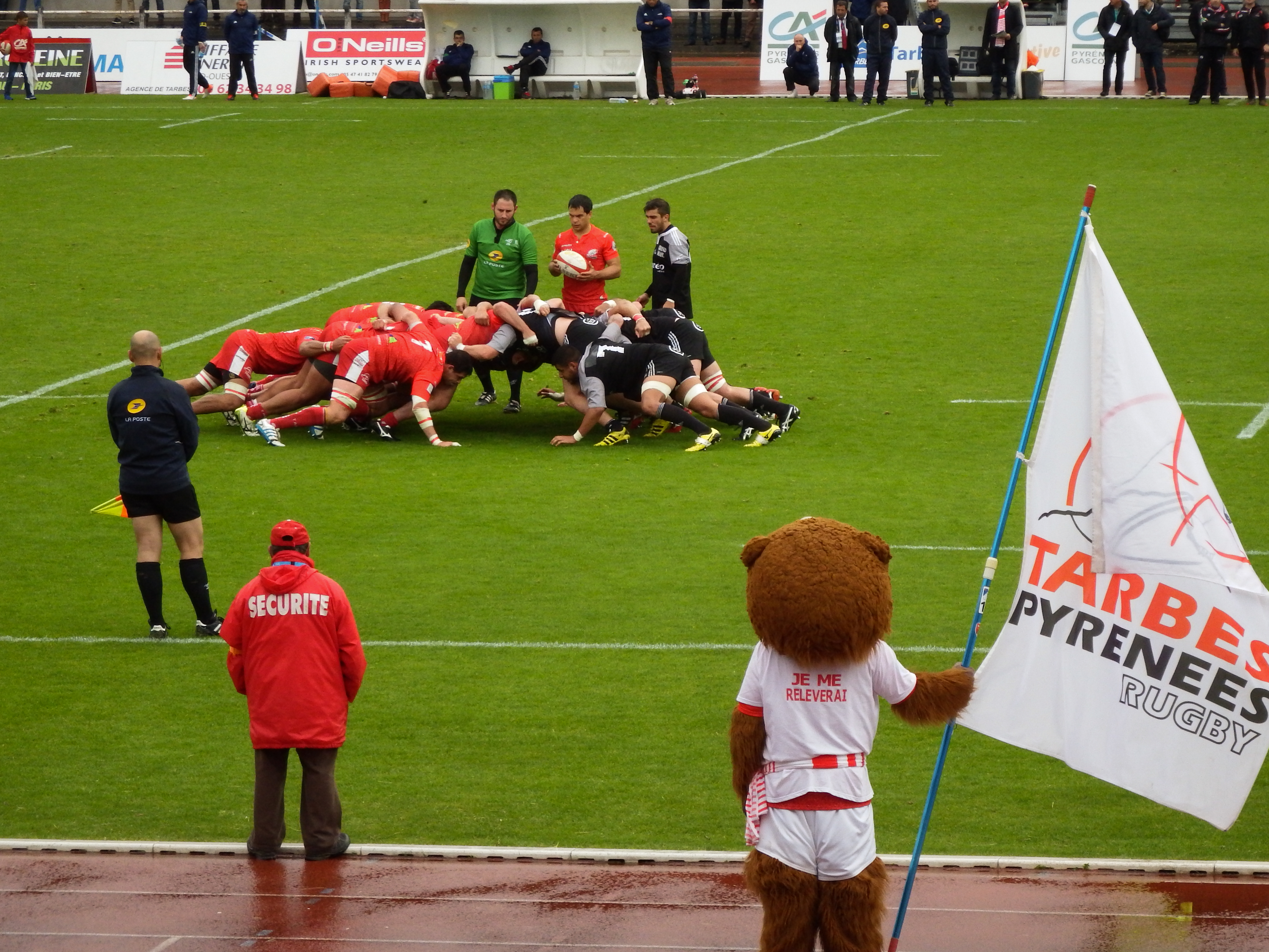
Le TPR joue son dernier match de Pro D2 à domicile lors de l'avant-dernière journée, le 13 5 2016 contre l'US Dax.

En appel, le 25 janvier 2016, la rétrogradation est confirmée. En revanche, le retrait de points est ramené de 15 à 8. Le club saisit alors le tribunal administratif de Versailles. Celui-ci, le 9 mai, confirme les sanctions : rétrogradation administrative et retrait de 8 points.
Le TPR sauve sa peau sportivement en ne finissant pas dans la zone de relégation malgré leur retrait de points, mais descend en Fédérale 1 à la suite de leur déficit et de leurs nombreux problèmes financiers. Le club se retrouve dans la poule d'accession de la Fédérale 1 avec les autres grosses écuries comme le FC Auch, l'USO Nevers, le RC Massy, l'US bressane et parvient à terminer 4e de cette poule relevée. Toutefois la FFR indique en avril 2017 que le Tarbes PR est relégué en Fédérale 2, pour la saison 2017-2018, pour raisons financières,. La rétrogradation est finalement annulée, et le club est autorisé à jouer de nouveau en poule "élite". Nicolas Escouteloup est choisi comme nouvel entraîneur des avants du TPR en remplacement de Marc Dantin, parti pour Colomiers.

#### Nouvelle appellation: Stado Tarbes Pyrénées rugby 2017
Lors d'une conférence de presse tenue le 10 juillet 2017, la nouvelle identité du club est dévoilée : il porte désormais le nom Stado Tarbes Pyrénées rugby, en référence au nom historique du club, le Stadoceste tarbais.
En 2017-2018, pour la première saison sous ce nouveau nom, Tarbes termine huitième sur onze dans la poule « élite ». Toutefois, le club participe aux phases finales d'accession à la Pro D2 car, en dépit de son classement sportif, il fait partie des cinq clubs considérés par la Fédération française de rugby comme éligibles à la suite d'un réexamen du cahier des charges. Ainsi, le Stade affronte l'US bressane, deuxième de la poule lors de la saison régulière. La logique du classement est respectée, et Tarbes s'incline logiquement (13-16 ; 16-28).
En 2018-2019, le championnat de Fédérale 1 reprend une phase traditionnelle après l'abandon de la poule élite. Le club se retrouve dans la même poule que ses voisins Lannemezan et Bagnères-de-Bigorre, et termine à la troisième place. Ce classement l'empêche de disputer la montée, mais permet tout de même au Stado de se qualifier pour le Challenge Yves du Manoir. Après des victoires contre Nantes et Nice, Tarbes s'incline de peu en demi-finale face à l'Union Cognac Saint-Jean-d'Angély (18-19).
En 2019-2020, le Stado occupe la troisième place au soir de la dix-huitième journée, date à laquelle le championnat est arrêté à la suite de la pandémie de Covid-19 en France.
Le 16 juin 2020, la création du Nationale  est officiellement validé par le comité directeur de la Fédération française de rugby, quatorze clubs dont le stado sont ainsi retenus pour la première édition.

## Identité visuelle

### Couleurs et maillots
Les couleurs du club sont le rouge et le blanc.

### Logo
En parallèle du changement d'identité du club en 2017, le logo alors en vigueur est réadapté pour faire apparaître le nouveau nom.

Évolution du logo
Logo du Lannemezan Tarbes Hautes-Pyrénées rugby.
Logo du Tarbes Pyrénées rugby jusqu'en 2017.
Logo du Stado Tarbes Pyrénées rugby depuis 2017.

## Palmarès

### Détail du palmarès
Le tableau suivant récapitule les performances du club :
- titres de champion et finales ainsi que les meilleures performances dans les compétitions.

| Compétitions nationales | Compétitions nationales disparues |
| - Championnat de France de première division : - Champion (2) : 1920 et 1973 - Vice-champion (3) : 1914, 1951 et 1988 | - Coupe de l'Espérance : - Vainqueur (1) : 1919 - Challenge Yves du Manoir - Meilleure performance : demi-finaliste en 1983 et 1989 - Coupe de France : - Finaliste (1) : 1951               |
| Autres compétitions | Compétitions de jeunes |
| - Challenge Antoine Béguère : - Vainqueur (3) : 1965, 1978 et 1994 - Finaliste (3) : 1968, 1984 et 1985 - Championnat des Pyrénées : - Champion (1) : 1910 - Championnat d'Armagnac-Bigorre : - Champion (4) : 1911, 1912, 1913, 1920 et 1921 - Trophée de Bigorre : - Vainqueur (2) : 2008 et 2010 | - Coupe Frantz-Reichel : - Vainqueur (2) : 1939 et 1952 - Finaliste (3) : 1954, 1972 et 1983 - Coupe René Crabos : - Vainqueur (4) : 1951, 1952, 1968 et 1970 - Finaliste (2) : 1971 et 1974 |

### Finales disputées
| Date de la finale | Vainqueur          | Score      | Finaliste             | Lieu de la finale                 | Spectateurs |
| ----------------- | ------------------ | ---------- | --------------------- | --------------------------------- | ----------- |
| 3 mai 1914        | AS Perpignan       | 8 - 7      | Stadoceste tarbais    | Stade des Ponts Jumeaux, Toulouse | env. 15 000 |
| 4 avril 1919      | Stadoceste tarbais | 4 - 3      | Aviron bayonnais      | Stade Sainte-Germaine, Le Bouscat |             |
| 25 avril 1920     | Stadoceste tarbais | 8 - 3      | Racing club de France | Stade Sainte-Germaine, Le Bouscat | env. 20 000 |
| 20 mai 1951       | US Carmaux         | 14 - 12 ap | Stadoceste tarbais    | Stadium municipal, Toulouse       | 39 450      |
| 20 mai 1973       | Stadoceste tarbais | 18 - 12    | US Dax                | Stadium municipal, Toulouse       | 26 952      |
| 28 mai 1988       | SU Agen            | 9 - 3      | Stadoceste tarbais    | Parc des Princes, Paris           | env. 48 000 |

### Bilan par saison
Le tableau suivant récapitule les résultats finaux du TPR depuis 2000.
| Saison    | Championnat | Rang              | Pts | V. | N. | D. | Informations                                                                |
| --------- | ----------- | ----------------- | --- | -- | -- | -- | --------------------------------------------------------------------------- |
| 2000-2001 | Pro D2      | 9e / 12           | 37  | 7  | 1  | 13 | Pas de phase finale (le club s'appelait alors Lannemezan Tarbes)            |
| 2001-2002 | Pro D2      | 4e / 16           | 72  | 20 | 2  | 8  | Pas de phase finale (le club s'appelait alors Lannemezan Tarbes)            |
| 2002-2003 | Pro D2      | 4e / 16           | 69  | 19 | 1  | 10 | Demi-finale : Brive-Tarbes : 13-22 Finale : Montpellier-Tarbes : 25-21 (AP) |
| 2003-2004 | Pro D2      | 9e / 16           | 57  | 13 | 1  | 16 | Pas de phase finale                                                         |
| 2004-2005 | Pro D2      | 7e / 16           | 79  | 17 | 1  | 12 | Pas de phase finale                                                         |
| 2005-2006 | Pro D2      | 6e / 16           | 84  | 18 | 1  | 11 | Pas de phase finale                                                         |
| 2006-2007 | Pro D2      | 13e / 16          | 56  | 12 | 0  | 18 | Pas de phase finale                                                         |
| 2007-2008 | Pro D2      | 14e / 16          | 45  | 8  | 1  | 21 | Pas de phase finale                                                         |
| 2008-2009 | Pro D2      | 7e / 16           | 73  | 15 | 1  | 14 | Pas de phase finale                                                         |
| 2009-2010 | Pro D2      | 10e / 16          | 70  | 14 | 0  | 16 | Pas de phase finale                                                         |
| 2010-2011 | Pro D2      | 12e / 16          | 62  | 13 | 1  | 16 | Pas de phase finale                                                         |
| 2011-2012 | Pro D2      | 12e / 16          | 61  | 13 | 0  | 17 | Pas de phase finale                                                         |
| 2012-2013 | Pro D2      | 6e / 16           | 80  | 17 | 1  | 12 | Pas de phase finale                                                         |
| 2013-2014 | Pro D2      | 6e / 16           | 80  | 17 | 1  | 12 | Pas de phase finale                                                         |
| 2014-2015 | Pro D2      | 12e / 16          | 62  | 13 | 2  | 15 | Pas de phase finale                                                         |
| 2015-2016 | Pro D2      | 13e / 16          | 53  | 13 | 0  | 17 | Relégation en fédérale 1                                                    |
| 2016-2017 | Fédérale 1  | 4e / 11           | 56  | 10 | 2  | 8  | Pas de phase finale                                                         |
| 2017-2018 | Fédérale 1  | 8e / 11           | 41  | 8  | 0  | 12 | Demi-finale : US bressane - Stado Tarbes PR                                 |
| 2018-2019 | Fédérale 1  | 3e / 12           | 62  | 14 | 0  | 8  | Demi-finale challenge Yves du Manoir : Cognac Saint-Jean d'Angély - Tarbes  |
| 2019-2020 | Fédérale 1  | 3e / 12 (poule 3) | 68  | 13 | 0  | 5  | Arrêt du championnat pour cause de pandémie de Covid-19                     |
| 2020-2021 | Nationale   | / 14              |     |    |    |    |                                                                             |

## Rivalités
Tarbes partage une rivalité avec le FC Auch Gers dans le derby régional pour un classique du championnat de France.
Après une domination auscitaine jusqu'en 2005, la situation s'est inversée avec six victoires consécutives du TPR dont trois à Auch entre 2008 et 2011. Depuis 2008, le TPR a remporté neuf des douze dernières confrontations.
Autre grande rivalité, avec la Section Paloise, 40 km séparent les deux villes et ce derby déchaîne les passions en Béarn et Bigorre. Le TPR et la Section paloise détiennent le record du nombre de confrontations se soldant par un point d'écart :
- Section paloise-TPR saison 2008-2009: 12-11 ;
- TPR-Section paloise saison 2008-2009: 23-22 ;
- TPR-Section paloise saison 2009-2010: 21-22 ;
- Section paloise-TPR saison 2009-2010: 16-15 ;
- TPR-Section paloise saison 2010-2011: 21-22 ;
- Section paloise-TPR saison 2010-2011: 24-27 ;
- TPR-Section paloise saison 2011-2012: 18-17 ;
- Section paloise-TPR saison 2011-2012: 28-27.

Également, la fusion ratée avec le CA Lannemezan renforce la rivalité entre les deux clubs. Bien qu'ils ne soient plus dans la même division, la saison 2009-2010 de Pro D2 a vu les deux clubs s'affronter, se soldant par une victoire partout. Au cours de cette saison-là, c'est bien sûr la victoire du CA Lannemezan à Tarbes qui aura un retentissement phénoménal devant plus de 10 000 spectateurs à Trélut (dont près de 2 000 supporters Lannemezanais). Ce fut une victoire d'autant plus belle pour le CA Lannemezan en terre Tarbaise qu'elle était inattendue, sur la pelouse du club qui avait été "heureux" de fusionner pour que vive encore le rugby à Tarbes.
‌

## Personnalités du club

### Effectif 2025-2026
| Nom                  | Naissance         | Nationalité sportive | International | Dernier club                     | Arrivée au club (année) |
| Piliers              | Piliers           | Piliers              | Piliers       | Piliers                          | Piliers                 |
| -------------------- | ----------------- | -------------------- | ------------- | -------------------------------- | ----------------------- |
| Enzo Baggiani        | 12 juin 2000      | France               | -             | Rouen NR                         | 2024                    |
| Léo Baratgin         | 12 mai 2002       | France               | -             | Formé au club                    | 2024                    |
| Ximun Bessonart      | 15 février 1997   | Espagne              |               | RC Vannes                        | 2024                    |
| Abel da Cunha        | 13 janvier 2002   | Portugal             |               | AEIS Agronomia Rugby             | 2025                    |
| Lasha Mirtskhulava   | 13 octobre 1990   | Géorgie              | -             | Niort RC                         | 2024                    |
| Raphaël Molinier     | -                 | France               | -             | Formé au club                    | -                       |
| Hadrien Monfort      | 13 juillet 2003   | France               | -             | Formé au club                    | 2023                    |
| Antoine Palisse      | 21 mai 2000       | France               | -             | Formé au club                    | 2021                    |
| Luka Véa             | 31 juillet 2002   | France               | -             | Section paloise                  | 2024                    |
| Talonneurs           |                   |                      |               |                                  |                         |
| Vincent Dolier       | 18 mars 2001      | France               | -             | Stade montois                    | 2023                    |
| Florian Lamothe      | 28 février 2000   | France               | -             | Formé au club                    | 2021                    |
| Clément Turlan       | 24 février 2004   | France               | -             | Formé au club                    | -                       |
| Deuxièmes lignes     |                   |                      |               |                                  |                         |
| Nolhan Bizien        | 27 juillet 2003   | France               | -             | Formé au club                    | 2025                    |
| Baptiste Peytavi     | 10 avril 2002     | France               | -             | USA Perpignan                    | 2023                    |
| Mathieu Soufflet     | 7 juillet 1999    | France               | -             | RC Auch                          | 2024                    |
| Senio Toleafoa       | 26 août 1993      | Samoa                | Samoa         | USON Nevers                      | 2025                    |
| Troisièmes lignes    |                   |                      |               |                                  |                         |
| Jon Abadie           | 30 juin 2003      | France               | -             | US Orthez                        | 2023                    |
| Maxime Arrieus       | 14 février 2003   | France               | -             | Section paloise                  | 2024                    |
| Léo Estaque          | 19 novembre 2001  | France               | -             | SU Agen                          | 2022                    |
| Clément Gaubert      | -                 | France               | -             | Formé au club                    | 2025                    |
| Jean Guicherd        | 14 juin 2001      | France               | -             | Aviron bayonnais                 | 2023                    |
| Filipe Manu          | 12 octobre 1985   | Nouvelle-Zélande     | -             | Union Cognac Saint-Jean-d'Angély | 2023                    |
| Valentin Moro        | 26 janvier 2001   | France               | -             | Céret sportif Vallespir          | 2025                    |
| Léo Saint-Guilhem    | 11 août 1999      | France               | -             | JS Riscle                        | 2020                    |
| Bilal Salhi          | 18 septembre 2004 | France               | -             | Stade toulousain                 | 2025                    |
| Spike Salman (en)    | 25 janvier 2001   | Pays-Bas             | Pays-Bas      | RCHCC                            | 2024                    |
| Demis de mêlée       |                   |                      |               |                                  |                         |
| Matias Brocal        | 30 avril 2001     | Argentine            | -             | SA Mauléon                       | 2024                    |
| Thomas Millet        | 17 juillet 1999   | France               | -             | Formé au club                    | 2021                    |
| Lenny Viola          | 16 avril 2004     | France               | -             | USA Perpignan                    | 2025                    |
| Demis d'ouverture    |                   |                      |               |                                  |                         |
| Mathieu Berbizier    | 15 septembre 1996 | France               | -             | USA Perpignan                    | 2018                    |
| Jacob Botica (en)    | 3 mars 1993       | Nouvelle-Zélande     | -             | RC Orléans                       | 2025                    |
| Centres              |                   |                      |               |                                  |                         |
| Julien Cantan        | 23 septembre 2000 | France               | -             | Formé au club                    | 2021                    |
| Hugo Cellier         | 17 novembre 2003  | France               | -             | USA Perpignan                    | 2024                    |
| Pierre Descoubet     | 24 mars 2003      | France               | -             | Formé au club                    | 2022                    |
| Maile Mamao          | 7 janvier 1996    | Tonga                | -             | US bressane                      | 2024                    |
| Elijah Niko          | 11 septembre 1990 | Nouvelle-Zélande     | -             | Stade aurillacois                | 2025                    |
| Mahé Salvi           | 6 septembre 2006  | France               | -             | Formé au club                    | -                       |
| Nathan van de Ven    | 24 mars 2003      | France               | -             | Biarritz olympique               | 2025                    |
| Ailiers              |                   |                      |               |                                  |                         |
| Johan Demaï-Hamecher | 19 février 1994   | France               | France à sept | CA Lannemezan                    | 2025                    |
| Jonathan Duffau      | 21 janvier 1999   | France               | -             | Formé au club                    | 2020                    |
| Bastien Gayri        | 10 août 2003      | France               | -             | Formé au club                    | -                       |
| Kelyan Giroud        | 16 juin 2004      | France               | -             | SU Agen                          | 2024                    |
| Clément Latorre      | 6 octobre 2001    | France               | -             | US bressane                      | 2023                    |
| Julian Roux          | 2 mai 2005        | France               | -             | Stade toulousain                 | 2025                    |
| Arrières             |                   |                      |               |                                  |                         |
| Baptiste Daries      | -                 | France               | -             | Colomiers Rugby                  | -                       |
| Maïeul Pargala       | -                 | France               | -             | Formé au club                    | -                       |

### Joueurs emblématiques

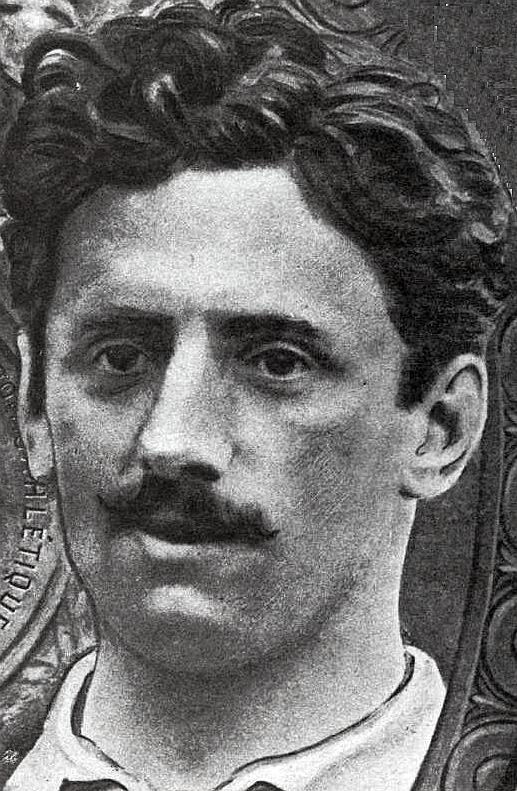
René Duffour, capitaine et vice-champion de France en 1914.

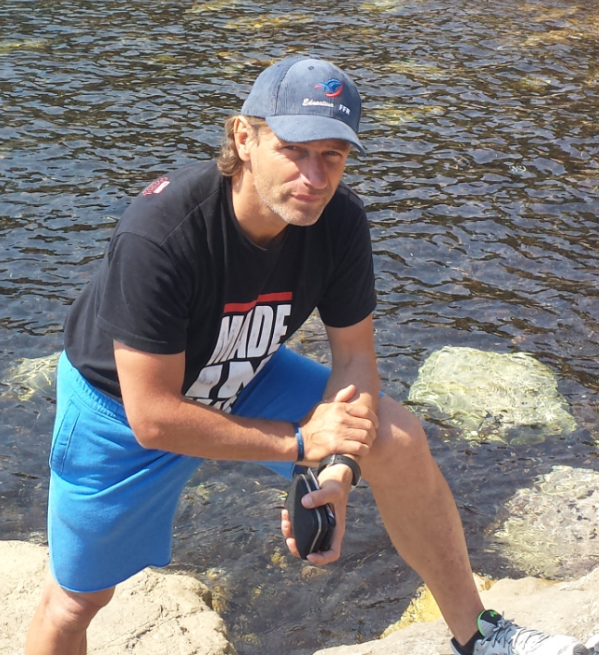
Aubin Hueber, 23 sélections avec l'équipe de France entre 1990 et 2000.

Joueurs emblématiques du Stadoceste tarbais
- Jean-Paul Trille
- Philippe Capdevielle
- Éric Berdeu
- Franck Hueber
- Pierre Arthapignet
- Olivier Azam
- Francis Biescas
- François Borde
- Jean Boubée
- Georges Libaros
- René Brejassou
- Fernand Camicas
- Christian Carrère
- Aimé Cassayet
- Jean Caujolle
- Louis Casaux
- Michel Crémaschi
- René Duffour
- Jean-Louis Montagné
- Abder Agueb
- Antoine Marin
- Gilbert Verdier
- Vincent Romulus
- Christian Martinez
- René Crabos
- Louis Destarac
- Philippe Dintrans
- Jean Dupuy
- Roger Ferrien
- Paul Galiay
- Michel Hondagné
- Thierry Janeczek
- Adolphe Jauréguy
- Philippe Jouanolou
- Bruno Labat
- François Labazuy
- Julien Laharrague
- Jean Larrieu
- Léon Bordenave
- Daniel Marty
- Fernand Marin
- Guillaume Laterrade
- Alain Maleig
- Thomas Mantérola
- Georges Michel
- Christian Paul
- Maixent Piquemal
- Jean Sébédio
- Francis Sénac
- Jean Sillières
- Robert Soro
- Alain Teulé
- Bertrand Renaux
- Norbert Dargelès
- Bernard Vignaux
- Phillipe Pélissier
- Yves Crabe
- Luc Lafforgue
- Lucien Abadie
- Albert Andre
- Andries van Heerden

- Andy Haden
- Sandy Mc Nicol
- Douglas Hopkins

- Tudor Constantin

- Victor Didebulidze

- Leslie Hayward

Joueurs emblématiques du Lannemezan Tarbes Hautes-Pyrénées, Tarbes Pyrénées rugby et du Stado Tarbes Pyrénées Rugby
- Jérôme Schuster
- Jérôme Troader
- Sébastien Caujolle
- Aubin Hueber
- Maurice Barragué
- Yves Pedrosa
- Philippe Carbonneau
- Thierry Lacrampe
- Teddy Iribaren
- Paul Guffroy
- Loic Bernad
- Patrick Furet
- Emmanuel Lunardi
- Mickael Etcheverria
- Fabien Fortassin
- Benjamin Collet
- Maxime Veau
- David Darricarrère
- Nicolas Bacqué
- Nicolas Laharrague
- Adrien Domec
- Morgan Rubio
- Warren Burton
- Matt Priscott
- Richard Apanui
- Ashley Moeke
- Albert Patrick Toetu
- Filipe Manu
- Teddy Stanaway
- Harold Karele
- Cilliers Coetzer
- Werner et Pieter Loftus
- Pieter Daniel Terblanche
- Vungakoto Lilo
- Anitele'a Tuilagi
- Sione Timani
- Halani Aulika
- Toma'akino Taufa
- Jone Daunivucu
- Vereniki Goneva
- Malakai Bakaniceva
- Isoa Domolailai
- Nicolas Vergallo
- Léandro Perez Galéone
- Augustin Costa Repetto
- Jorge Garcia
- Carlos Muzzio
- Petre Mitu
- Razvan Mavrodin
- James Percival
- Colin Charvis
- Martin Worthington
- Mamuka Magrakvelidze

### Entraîneurs
Stadoceste tarbais
- ????-1988 : Bertrand Fourcade[63]
- 1988-1989 : Jean Pierre Mengelle
- 1989-1990 : Jean Pierre Mengelle et Philippe Dintrans
- 1990-1991 : Gérard Fournier
- 1991-1992 : Philippe Dintrans
- 1992-1993 : Jean Pierre Mengelle
- 1993-1994 : Bertrand Fourcade
- 1994-1996 : Michel Hondagné-Monge et Christian Martinez
- 1996-1997 : Bertrand Fourcade
- 1997-1998 : Serge Plassin et Pierre Lapene
- 1998-1999 : Joël Pécune et  Andries Van Heerden
- 1999-2000 : Michel Perez et Claude Peyregne

Lannemezan Tarbes Hautes-Pyrénées (LT65)
- 2000-2001 : Michel Antichan, Alex Martinez et Michel Hondagné-Monge
- 2001-2002 : Roland Pujo et Alex Martinez

Tarbes Pyrénées Rugby
- 2002-2003 : Roland Pujo et Daniel Santaman
- 2003 : Alex Martinez et Daniel Santamans
- 2003-2004 : Alex Martinez et Jean-Charles Laran
- 2004-2006 : Jean-Louis Luneau et Francis Léta
- 2006-2008 : Philippe Carbonneau et Frédéric Torossian
- 2008 : Christian Martinez et Philippe Bérot
- 2008-2019 : Frédéric Bodin et Philippe Bérot (manager général : Christian Martinez)
- 2009-2012 : Philippe Bérot et Razvan Mavrodin
- 2012-2014 : Pierre-Henry Broncan et Nicolas Nadau
- 2014-2016 : Frédéric Garcia et Nicolas Nadau
- 2016-2017 : Marc Dantin et Mickaël Etcheverria
- 2017-2018 : Nicolas Escouteloup et Mickaël Etcheverria

Stado Tarbes-Pyrénées Rugby
- 2018-2020 : Yannick Vignette et Mickaël Etcheverria
- 2020-2022 : Fabien Fortassin et Stéphane Ducos
- 2022-2023 : Fabien Fortassin et Romain Terrain
- 2023- : Nicolas Cabannes et Romain Terrain

### Présidents successifs
Stadoceste tarbais
- 1907-1945 : Jules Soulé
- 1946-1947 : Joseph Fouriscot
- 1947 : Paul Dubroca
- 1948 : René Mailhet
- 1949-1954 : Henri Mathelie
- 1954-1957 : Marcel Clément
- 1957-1974 : Raymond Castells
- 1974-1981 : Robert Puyo
- 1982-1986 : Pierre Gassan
- 1986-1998 : Georges Danglade
- 1998-2000 : Jean Ducasa

Lannemezan Tarbes Hautes-Pyrénées (LT65)
- 2000-2002 : Jacques Tarenne

Tarbes Pyrénées Rugby
- 2002-2007 : Jacques Tarenne
- 2007-2009 : Jean Ducasa
- 2009-2011[1] : Laurent Guétard
- 2011-2013 : Jean Pierre Davant
- 2013-2018 : Antoine Nunès

Stado Tarbes-Pyrénées Rugby
- 2018- : Lionel Terré

## Infrastructures

### Stades

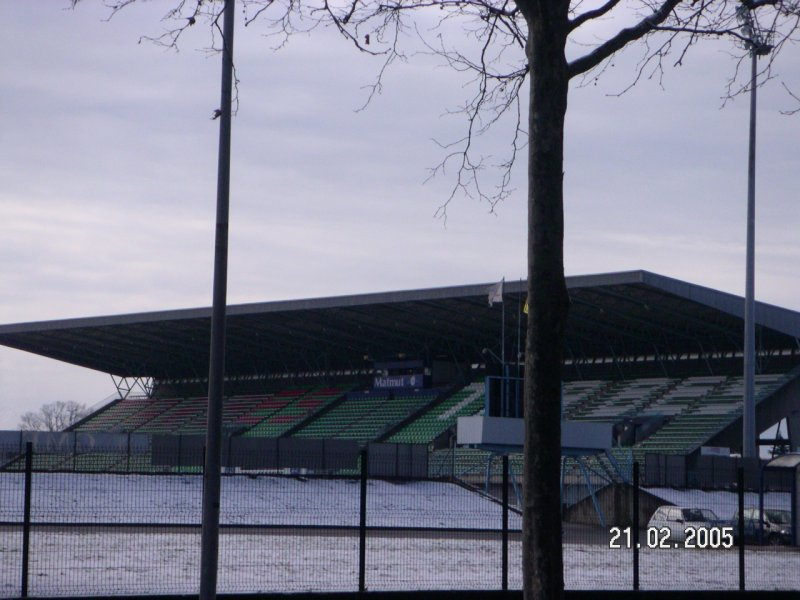
Le Stade qui porte le nom de Maurice-Trélut.

#### Anciens stades
Le tout premier stade du Stadoceste était le champ de manœuvres du 53e régiment d'infanterie, situé sur les bords de l'Echez. La première rencontre s’y déroula le 30 novembre 1901. Le Stadoceste a également évolué sur le terrain de Lacaussade, situé à l'angle de la rue Massey et de la rue Clarac.
EN 1907, le Stadoceste emménage dans ce qui deviendra son stade emblématique, le terrain de Sarrouilles, inauguré le 17 novembre 1907 à l'occasion de la rencontre de championnat contre le Bordeaux Etudiant Club. À la mort de Jules Soulé, le club renomme le stade en son honneur le 27 mai 1945.

#### Stade actuel
Le TPR évolue au stade Maurice-Trélut qui compte 15 000 places. Le stade compte 7 500 places assises et 7 500 places de pesage. Ce nom a été donné au stade en référence à un ancien maire de Tarbes, Maurice Trélut (1881 - 1944), qui fut également joueur au club et premier président du comité Armagnac-Bigorre en 1912. Le stade fut, quant à lui, construit en 1969 et ouvert le 5 janvier de cette même année. Il servit du temps du Stado jusqu'à sa fusion avec Lannemezan. Un projet viserait par ailleurs à construire un nouveau stade, d'une capacité de 12 000 places, et à supprimer la piste d'athlétisme, pour plus de proximité avec les joueurs.
Le stade a déjà accueilli un match du XV de France, le 26 octobre 1997. Ce jour-ci, les Bleus l'emportèrent 32-27 face à l'équipe d'Argentine.
Le 20 octobre 2012, il y fut instauré une nouvelle boutique. Le 14 mars 2014, une nouvelle salle de musculation moderne est inaugurée au stade Maurice-Trélut. L'espace réception a été entièrement rénové afin de mieux accueillir le public et les partenaires. En outre, Le club dispose d'un terrain synthétique sur le site du stade Maurice-Trélut et de la piscine Paul-Boyrie à proximité du stade.
le 3 février 2014, Tarbes a accueilli la rencontre du Tournoi des Six Nations des moins de 20 ans opposant l'Irlande et la France. L'enjeu du match était le grand chelem pour le XV de France qui s'est imposé face aux Irlandais. Il y avait ce soir là 12 500 spectateurs au stade.

### Centre de formation
Le centre de formation du TPR prend en charge les jeunes joueurs (entre 17 et 23 ans) et est chargé de les faire accéder à l'effectif professionnel du club. Il est classé en catégorie 1 au même titre que les grands clubs français. Il a vu éclore des joueurs de talent faisant ou ayant fait le bonheur de leurs clubs : Sébastien Fauqué,luc lafforgues, Marc Baget, Florian Cazenave, Olivier Azam, Thomas Soucaze, Fabien Fortassin, Alexandre Barozzi, Loïc Bernad, Christophe André, Jérémy Hurou, Teddy Iribaren, Thierry Lacrampe, Nicolas et Julien Laharrague.
Les Reichels du TPR remportent trois fois cette coupe, en 1939 contre Bordeaux-Bègles (3-0), et en 1952 contre Romans (6-3). Ils furent deux fois finalistes, en 1954 contre le Racing club de France (9-0), et en 1972 contre Perpignan.
En Coupe René-Crabos, les -17 ans du TPR furent quatre fois vainqueurs grâce à un doublé en 1951 (contre l'US Romans, 8-6) et en 1952 (contre l'USA Perpignan, 17-8), puis des victoires en 1968 contre Bordeaux-Bègles (19-0), et en 1970 contre La Rochelle (17-6). Ils furent finalistes en 1971 contre Torreilles (6-5) et en 1974 contre Romans (14-6).

### Évolution économique
Avec un montant de 4,99 millions d'euros pour la saison 2013-2014, le tpr avait le 7e budget de la division.
Entre 2002 et 2006, le budget avoisinait les 4 millions d'euros ce qui le plaçait dans les trois premiers de la division mais avec l'explosion des budgets dans le monde professionnel, les villes moyennes comme Tarbes ont peiné à l'augmenter. Le club essaie de mobiliser le maximum de partenaires autour du club mais il est difficile de rivaliser face aux budgets monstrueux des équipes de têtes : Agen (8,3M), Pau (8M), Biarritz (12M) et Perpignan (13M).
Depuis la descente en Fédérale 1 en 2016, le budget s'établit autour de 2M d'euros. Le club peine à trouver des partenaires notamment au niveau local.